# Nekrolog November 2007
Nekrolog
◄◄
| ◄
| 2003
| 2004
| 2005
| 2006
| 2007 | 2008 | 2009 | 2010 | 2011 | ► | ►►
Januar |
Februar |
März |
April |
Mai |
Juni |
Juli |
August |
September |
Oktober |
November |
Dezember 2007
Weitere Ereignisse | Allgemeiner Nekrolog 2007
Die Beschreibung der verstorbenen Person sollte so kurz wie möglich gehalten sein und nur deren signifikante Tätigkeit(en) enthalten.
Neue Namen ggf. auch unter dem Geburts- und Sterbedatum, also etwa unter 1. Januar und im Geburts- und Sterbejahr (2024) eintragen (nur bei entsprechender großer Wichtigkeit). Für Beispiele siehe die schon vorhandenen Artikel.
Außerdem über die fünf zuletzt Verstorbenen, zu denen es einen ausreichend guten Artikel für eine Präsentation auf der Hauptseite gibt, nach der todesbedingten Überarbeitung der Artikel ggf. auch unter Wikipedia Diskussion:Hauptseite informieren und sie am besten auch in den anderen Wikipedia-Sprachversionen eintragen. Tipp: Regelmäßig bei news.google.de nach „ist tot“, „gestorben“ oder „verstorben“ suchen.
Wenn eine Person gestorben ist, gibt es viele Seiten zu dieser Person in der Wikipedia, die davon auch betroffen sind und entsprechend aktualisiert werden müssen. Beispiele: Namenübersichtsseite, Geburtsjahr, Geburtsort-Seiten und viele mehr.
Wie finde ich die betroffenen Seiten?
Im Suchfeld auf der linken Seite gibt man den Suchbegriff so ein: „Vorname Nachname“. Dann klickt man auf Volltext und alle Seiten mit entsprechendem Suchtext werden aufgerufen. Hier sieht man dann schnell, wo auch das Todesjahr Sinn macht oder sogar ein Teil des Artikels angepasst werden muss. Auch hilft das „Werkzeug“ auf der linken Seite sehr gut, um solche Seiten aufzufinden: „Links auf diese Seite“. Somit ist die Wikipedia wieder aktuell in allen Bereichen! Hinweis: bei Eintragung der Kategorie „Gestorben JAHR“ wird der Missbrauchsfilter 49 ausgelöst, was jedoch nicht schlimm ist. Siehe: Spezial:Missbrauchsfilter/49
Dies ist eine Liste von im November 2007 verstorbenen bekannten Persönlichkeiten. Die Einträge erfolgen innerhalb der einzelnen Daten alphabetisch sortiert. Tiere sind im Nekrolog für Tiere zu finden.

## November
| Tag          | Name                                            | Beruf, bekannt als                                                                    | Alter | Beleg |
| ------------ | ----------------------------------------------- | ------------------------------------------------------------------------------------- | ----- | ----- |
| 1. November  | André Appel                                     | ehem. Generalsekretär des Lutherischen Weltbundes                                     | 85    |       |
| 1. November  | Nehemia Bomani                                  | reformierter Bischof der Diözese Östlicher Viktoriasee (ELKT)                         | 49    |       |
| 1. November  | Meredith Kercher                                | britisches Mordopfer                                                                  | 21    |       |
| 01. November | Edith Motridge                                  | US-amerikanische Schwimmerin                                                          | 94    |       |
| 1. November  | Ali Raza                                        | indischer Drehbuchautor                                                               | 82    |       |
| 1. November  | Julija Wiktorowna Rostowzewa                    | russische Biathletin                                                                  | 35    |       |
| 1. November  | Paul Tibbets                                    | US-amerikanischer Pilot und Soldat                                                    | 92    |       |
| 1. November  | Hubert Wilfan                                   | österreichischer Bildhauer                                                            | 85    |       |
| 2. November  | Oreste Benzi                                    | italienischer Geistlicher, Gründer der Gemeinschaft „Comunità Papa Giovanni XXIII.“   | 82    |       |
| 2. November  | Peter Bronkhorst                                | niederländischer Aktivist, Provo-Bewegung                                             | 61    |       |
| 2. November  | Henry Cele                                      | südafrikanischer Schauspieler und Fußballtorhüter                                     | 58    |       |
| 2. November  | Bernard Chaix                                   | Schweizer Ingenieur                                                                   | 87    |       |
| 2. November  | Herbert Dittgen                                 | deutscher Politikwissenschaftler                                                      | 51    |       |
| 2. November  | Charmaine Dragun                                | australische Journalistin                                                             | 29    |       |
| 2. November  | Lillian Ellison                                 | US-amerikanische Wrestlerin                                                           | 84    |       |
| 2. November  | Don Freeland                                    | US-amerikanischer Rennfahrer                                                          | 82    |       |
| 2. November  | Peter-Jürgen Kreher                             | deutscher Industriemanager                                                            | 73    |       |
| 2. November  | Jürgen Labenski                                 | deutscher Filmwissenschaftler und -kritiker                                           | 66    |       |
| 2. November  | Alan Lyell                                      | britischer Dermatologe                                                                | 89    |       |
| 2. November  | Igor Alexandrowitsch Moissejew                  | russischer Balletttänzer und Choreograf                                               | 101   |       |
| 2. November  | Melvin Pollner                                  | US-amerikanischer Soziologe                                                           | 67    |       |
| 2. November  | Franz Seitelberger                              | österreichischer Neurologe                                                            | 90    |       |
| 2. November  | Witold Silewicz                                 | polnisch-österreichischer Komponist und Kontrabassist                                 | 86    |       |
| 2. November  | Pieter van der Staak                            | niederländischer Gitarrist, Komponist und Musikpädagoge                               | 77    |       |
| 2. November  | Reay Tannahill                                  | britischer Historiker und Schriftsteller                                              | 78    |       |
| 2. November  | S. P. Thamilselvan                              | sri-lankischer Politiker                                                              | 40    |       |
| 3. November  | Maurice Couve de Murville                       | britischer Theologe und Erzbischof von Birmingham                                     | 78    |       |
| 3. November  | Alexander Wiktorowitsch Dedjuschko              | russischer Schauspieler                                                               | 45    |       |
| 3. November  | Harry Haft                                      | polnisch-US-amerikanischer Boxer und Überlebender des Holocaust                       | 82    |       |
| 3. November  | Marlis Gräfin vom Hagen                         | deutsche Politikerin (CDU), MdB                                                       | 96    |       |
| 3. November  | Joachim Phayao Manisap                          | thailändischer Geistlicher, Bischof von Nakhon Ratchasima                             | 78    |       |
| 3. November  | Edwin H. Robertson                              | baptistischer Pfarrer                                                                 |       |       |
| 3. November  | Serge Rousseau                                  | französischer Schauspieler                                                            | 77    |       |
| 3. November  | Hans Sanders                                    | niederländischer Sänger und Gitarrist                                                 | 61    |       |
| 3. November  | Ryan Shay                                       | US-amerikanischer Langstreckenläufer                                                  | 28    |       |
| 4. November  | Wolfgang Borchert                               | deutscher Schauspieler                                                                | 85    |       |
| 4. November  | Massimo Consoli                                 | italienischer Autor und Historiker                                                    | 61    |       |
| 4. November  | Cyprian Ekwensi                                 | nigerianischer Schriftsteller                                                         | 86    |       |
| 4. November  | Hideo Hagiwara                                  | japanischer Künstler und Maler                                                        |       |       |
| 4. November  | Gerhard Huber                                   | Schweizer Philosoph                                                                   | 84    |       |
| 4. November  | Gahanananda                                     | bengalischer Religionsführer                                                          | 91    |       |
| 4. November  | Dorothy La Bostrie                              | US-amerikanische Songwriterin                                                         | 79    |       |
| 4. November  | Gunnar Samuelsson                               | schwedischer Skilangläufer und Biathlet                                               | 80    |       |
| 4. November  | Peter Viertel                                   | US-amerikanischer Schriftsteller und Drehbuchautor                                    | 86    |       |
| 5. November  | Willi Bartels                                   | deutscher Unternehmer, „König von St. Pauli“                                          | 92    |       |
| 5. November  | Nils Liedholm                                   | schwedischer Fußballspieler und Fußballtrainer                                        | 85    |       |
| 5. November  | Karl-Heinrich Müller                            | deutscher Makler, Kunstsammler und Mäzen                                              | 71    |       |
| 5. November  | Paul Norris                                     | US-amerikanischer Comiczeichner                                                       | 93    |       |
| 5. November  | Ion Pavalache                                   | rumänischer Dirigent, Chorleiter und Musikpädagoge                                    | 80    |       |
| 5. November  | Eva Petrik                                      | österreichische Pädagogin und Politikerin                                             | 75    |       |
| 5. November  | Stephanos Theodosius                            | orthodoxer Metropolit von Kalkutta                                                    | 83    |       |
| 5. November  | William Waterhouse                              | britischer Fagottist und Autor                                                        | 76    |       |
| 6. November  | Axel Azzola                                     | deutscher Jurist                                                                      | 70    |       |
| 6. November  | Enzo Biagi                                      | italienischer Journalist, Autor und Fernsehmoderator                                  | 87    |       |
| 6. November  | Lee Denson                                      | US-amerikanischer Rockabilly-Musiker                                                  | 75    |       |
| 6. November  | Peter Handford                                  | britischer Tontechniker                                                               | 88    |       |
| 6. November  | Sajjed Mustafa Kazemi                           | afghanischer Politiker                                                                |       |       |
| 6. November  | Wiktor Grigorjewitsch Kirillow-Ugrjumow         | russischer Kernphysiker                                                               | 83    |       |
| 6. November  | Liesbeth Messer-Heybroek                        | niederländische Bildhauerin                                                           | 93    |       |
| 6. November  | Jun-iti Nagata                                  | japanischer Mathematiker                                                              |       |       |
| 6. November  | Aad Nuis                                        | niederländischer Politiker und Literaturkritiker                                      | 74    |       |
| 6. November  | Hank Thompson                                   | US-amerikanischer Country-Sänger                                                      | 82    |       |
| 6. November  | Heinz Unger                                     | deutscher Mathematiker                                                                | 93    |       |
| 6. November  | Emil Würmli                                     | Schweizer Militärtrompeter, Dirigent, Musikverleger und Komponist                     | 87    |       |
| 6. November  | Hajji Muhammad Arif Zarif                       | afghanischer Politiker und Unternehmer                                                |       |       |
| 7. November  | Pekka-Eric Auvinen                              | finnischer Amokläufer                                                                 | 18    |       |
| 7. November  | Don Ayler                                       | US-amerikanischer Jazz-Trompeter                                                      | 65    |       |
| 7. November  | Hobart Brown                                    | US-amerikanischer Künstler                                                            | 73    |       |
| 7. November  | Heiko Folkerts                                  | deutscher Architekt, Hochschullehrer und Maler                                        | 77    |       |
| 7. November  | Salome Gluecksohn-Waelsch                       | deutsch-amerikanische Genetikerin                                                     | 100   |       |
| 7. November  | Werner Jacobs                                   | deutscher Theologe, römisch-katholischer Priester, Hochschullehrer                    | 94    |       |
| 7. November  | Mungonzazal Janshindulam                        | mongolische Pianistin                                                                 | 34    |       |
| 7. November  | David Kranzler                                  | deutschamerikanischer Holocaustforscher                                               | 77    |       |
| 7. November  | Friedrich Lindau                                | deutscher Architekt, Gründungspräsident der Architektenkammer Niedersachsen           | 92    |       |
| 7. November  | Friedhelm Nicolin                               | Professor für Allgemeine Pädagogik an der Universität Düsseldorf                      | 81    |       |
| 7. November  | Irma Pöckler                                    | deutsche Seniorenbeirätin, Trägerin des BVK                                           | 88    |       |
| 7. November  | Josefine Sokole                                 | österreichische Bildhauerin                                                           | 82    |       |
| 7. November  | Peter Zinner                                    | US-amerikanischer Filmeditor                                                          | 88    |       |
| 8. November  | John Arpin                                      | kanadischer Komponist, Pianist, Musiker, Arrangeur und Entertainer                    | 70    |       |
| 8. November  | Stephen Fumio Hamao                             | japanischer Geistlicher, römisch-katholischer Bischof von Yokohama und Kardinal       | 77    |       |
| 8. November  | Bob Harrop                                      | englischer Fußballspieler und -trainer                                                | 71    |       |
| 8. November  | Donald Richard Herriott                         | US-amerikanischer Physiker                                                            | 79    |       |
| 8. November  | Jan Mitręga                                     | polnischer Politiker                                                                  | 90    |       |
| 8. November  | Hannes Taugwalder                               | Schweizer Schriftsteller, Politiker und Unternehmer                                   | 96    |       |
| 8. November  | Chad Varah                                      | britischer Geistlicher (anglikanisch)                                                 | 95    |       |
| 9. November  | Florent Baloki-Milandou                         | kongolesischer Fußballspieler                                                         | 36    |       |
| 9. November  | Martha Beindorff                                | deutsche Motorsportlerin und Sozialarbeiterin                                         | 104   |       |
| 9. November  | Volkmar Böhm                                    | deutscher Sänger                                                                      | 68    |       |
| 9. November  | Elfe Gerhart-Dahlke                             | österreichische Schauspielerin und bildende Künstlerin                                | 88    |       |
| 9. November  | Luís Herrera Campíns                            | venezolanischer Politiker, Präsident von Venezuela                                    | 82    |       |
| 9. November  | Harry Höfer                                     | deutscher Komponist                                                                   | 86    |       |
| 9. November  | Romuald Pekny                                   | österreichischer Kammerschauspieler                                                   | 87    |       |
| 9. November  | Meinrad Schär                                   | Schweizer Arzt und Politiker (LdU)                                                    | 86    |       |
| 9. November  | Helen Schifano                                  | US-amerikanische Kunstturnerin                                                        | 85    |       |
| 9. November  | Jean Séguy                                      | französischer Religionssoziologe und Täuferforscher                                   | 82    |       |
| 9. November  | Johannes Ernst Sondermann                       | deutscher Politiker (SPD), MdL                                                        | 77    |       |
| 10. November | Laraine Day                                     | US-amerikanische Schauspielerin und Fernsehmoderatorin                                | 87    |       |
| 10. November | Augustus F. Hawkins                             | US-amerikanischer Politiker                                                           | 100   |       |
| 10. November | Abdem Ramon Lancini                             | venezolanischer Herpetologe                                                           | 73    |       |
| 10. November | Norman Mailer                                   | US-amerikanischer Schriftsteller                                                      | 84    |       |
| 10. November | Edith Mill                                      | österreichische Theater- und Filmschauspielerin                                       | 82    |       |
| 10. November | John H. Noble                                   | deutsch-amerikanischer Unternehmer                                                    | 84    |       |
| 10. November | Donda West                                      | US-amerikanische Professorin, Mutter von Kanye West                                   | 58    |       |
| 11. November | Hans-Joachim Baeuchle                           | deutscher Politiker (SPD), MdB                                                        | 85    |       |
| 11. November | Ruth Boehringer                                 | deutsche Unternehmerin                                                                | 101   |       |
| 11. November | Hayashida Yukio                                 | japanischer Politiker                                                                 | 91    |       |
| 11. November | Traugott Hungerbühler                           | Schweizer Politiker                                                                   | 89    |       |
| 11. November | Samuel L. Leonard                               | US-amerikanischer Zoologe                                                             | 101   |       |
| 11. November | Delbert Mann                                    | US-amerikanischer Regisseur                                                           | 87    |       |
| 11. November | Friedrich Marquardt                             | deutscher Politiker (SPD), MdL                                                        | 98    |       |
| 11. November | Edward Romanowski                               | polnischer Sprinter                                                                   | 63    |       |
| 11. November | Tadahiro Sekimoto                               | japanischer Manager                                                                   | 80    |       |
| 12. November | Rollin H. Baker                                 | US-amerikanischer Mammaloge                                                           | 91    |       |
| 12. November | Ferdinando Baldi                                | italienischer Filmregisseur                                                           | 80    |       |
| 12. November | Richard Bamberger                               | österreichischer Literaturforscher und Autor                                          | 96    |       |
| 12. November | Carl Eldon Bond                                 | US-amerikanischer Ichthyologe                                                         | 87    |       |
| 12. November | Otto Michael Buss                               | deutscher Politiker (CDU), MdL                                                        | 68    |       |
| 12. November | Werner Geier                                    | österreichischer DJ und Radiojournalist                                               |       |       |
| 12. November | Piet Koornhof                                   | südafrikanischer Politiker                                                            | 82    |       |
| 12. November | Ira Levin                                       | US-amerikanischer Drehbuchautor und Schriftsteller                                    | 78    |       |
| 12. November | Roberto Mauri                                   | italienischer Filmregisseur und Drehbuchautor                                         |       |       |
| 12. November | Johannes Muntschick                             | deutscher Musiker und Komponist                                                       | 86    |       |
| 12. November | Dschanlawyn Narantsatsralt                      | mongolischer Politiker                                                                |       |       |
| 12. November | Josef Rampold                                   | italienischer Bergsteiger, Journalist, Autor und Heimatkundler (Südtirol)             | 82    |       |
| 12. November | Gerhard Ribbeheger                              | deutscher Politiker (Zentrum), MdB                                                    | 88    |       |
| 12. November | Wolfgang Riedel                                 | deutscher Fußballschiedsrichter                                                       | 77    |       |
| 12. November | Gerd Schank                                     | deutscher Germanist und Romanist                                                      |       |       |
| 12. November | Peter Steiner                                   | Schweizer Werbefigur und Musiker                                                      | 90    |       |
| 12. November | Evelyn Weiss                                    | deutsche Kunsthistorikerin                                                            |       |       |
| 13. November | Harold J. Berman                                | US-amerikanischer Rechtshistoriker und Rechtsphilosoph                                | 89    |       |
| 13. November | Roland de Bonneville                            | französischer Manager                                                                 | 77    |       |
| 13. November | Michael D. Eschner                              | deutscher Thelemit und Autor                                                          | 58    |       |
| 13. November | Kazuhisa Inao                                   | japanischer Baseballspieler                                                           | 70    |       |
| 13. November | Giovanni Orlandi                                | italienischer Mediävist und Latinist                                                  | 69    |       |
| 13. November | Jerik Qurmanghalijew                            | kasachischer Countertenor                                                             | 48    |       |
| 13. November | Robert Taylor                                   | US-amerikanischer Sprinter und Olympiasieger                                          | 59    |       |
| 13. November | Manfred Uschner                                 | deutscher Politologe                                                                  | 70    |       |
| 13. November | Ludolf von Veltheim                             | deutscher Landwirt und Sportfunktionär                                                | 82    |       |
| 13. November | Monty Westmore                                  | US-amerikanischer Maskenbildner                                                       | 84    |       |
| 13. November | Georgiana Young                                 | US-amerikanische Filmschauspielerin                                                   | 83    |       |
| 14. November | Rainer Baumann                                  | deutscher Gitarrist, Komponist und Texter                                             | 58    |       |
| 14. November | Maria Cytowska                                  | polnische Altphilologin                                                               | 85    |       |
| 14. November | Hugh Gibbons                                    | irischer Politiker                                                                    | 91    |       |
| 14. November | Gerd Laga                                       | deutscher Soziologe und Professor                                                     | 69    |       |
| 14. November | Pablo Antonio Vega Mantilla                     | nicaraguanischer Geistlicher, Bischof von Juigalpa                                    | 88    |       |
| 14. November | Craig Smith                                     | US-amerikanischer Dirigent                                                            | 60    |       |
| 14. November | Yadav Pant                                      | nepalesischer Ökonom und Politiker                                                    | 82    |       |
| 14. November | Hans-Joachim Wiese                              | deutscher Kulturschaffender                                                           | 67    |       |
| 14. November | Elżbieta Zimmermann                             | polnische Germanistin, Kunstmäzenin und Förderin der deutsch-polnischen Verständigung | 63    |       |
| 15. November | Sergio del Valle Jiménez                        | kubanischer Politiker und General                                                     | 80    |       |
| 15. November | Friedrich Fahr                                  | deutscher Geistlicher, Ordensreferent im Erzbischöflichen Ordinariat München          | 74    |       |
| 15. November | Christoph Kirschner                             | deutscher Mediziner                                                                   | 81    |       |
| 15. November | Domokos Kosáry                                  | ungarischer Historiker                                                                | 94    |       |
| 15. November | Horacio Quintana                                | argentinischer Tangosänger und -komponist                                             | 87    |       |
| 15. November | Waltraut Seitter                                | deutsche Astronomin                                                                   | 77    |       |
| 15. November | Nikolai Nikolajewitsch Solowjow                 | sowjetischer Ringer                                                                   | 76    |       |
| 16. November | Angelo Marcello Anile                           | italienischer Physiker                                                                | 59    |       |
| 16. November | Günther Blau                                    | deutscher Maler                                                                       | 85    |       |
| 16. November | Paul Brach                                      | US-amerikanischer Maler                                                               | 83    |       |
| 16. November | Siegfried Fürst zu Castell-Rüdenhausen          | deutscher Land- und Forstwirt, Unternehmer sowie Jagdfunktionär                       | 91    |       |
| 16. November | Goderdzi Chokheli                               | georgischer Schriftsteller und Regisseur                                              | 53    |       |
| 16. November | Gene H. Golub                                   | US-amerikanischer Mathematiker                                                        | 75    |       |
| 16. November | Pierre Granier-Deferre                          | französischer Filmregisseur und Drehbuchautor                                         | 80    |       |
| 16. November | Grethe Kausland                                 | norwegische Sängerin und Schauspielerin                                               | 60    |       |
| 16. November | Trond Kirkvaag                                  | norwegischer Komödiant                                                                | 61    |       |
| 16. November | James Daniel Niedergeses                        | US-amerikanischer Geistlicher, Bischof von Nashville                                  | 90    |       |
| 16. November | Billy Hagan                                     | US-amerikanischer Unternehmer, Automobilrennfahrer und Rennstallbesitzer              | 75    |       |
| 17. November | Hans Heigert                                    | deutscher Journalist                                                                  | 82    |       |
| 17. November | Mary Henle                                      | US-amerikanische Psychologin, Vertreterin der Gestalttheorie                          | 94    |       |
| 17. November | Friedrich Kracht                                | deutscher Maler und Grafiker                                                          | 82    |       |
| 17. November | Ottomar Rodolphe Vlad Dracula Prinz Kretzulesco | adoptierter Nachfahre von Vlad III. Drăculea                                          | 67    |       |
| 17. November | Robert Evander McNair                           | US-amerikanischer Politiker                                                           | 83    |       |
| 17. November | Albin Moroder                                   | österreichischer Bildhauer                                                            | 84    |       |
| 17. November | Edouard Ambroise Noumazalaye                    | kongolesischer Politiker, Premierminister der Republik Kongo                          |       |       |
| 17. November | Pavel Pešta                                     | tschechischer Jazzmusiker                                                             | 59    |       |
| 17. November | Raghunandan Swarup Pathak                       | indischer Richter, Präsident des Obersten Gerichtshofs Indiens (1986–1989)            | 82    |       |
| 17. November | Vernon Scannell                                 | britischer Autor                                                                      | 85    |       |
| 17. November | Giovanni Simonelli                              | italienischer Drehbuchautor und Filmregisseur                                         | 80    |       |
| 18. November | Hollis Alpert                                   | US-amerikanischer Filmkritiker                                                        | 91    |       |
| 18. November | Sidney Coleman                                  | US-amerikanischer Physiker                                                            | 70    |       |
| 18. November | Elfriede Gollmann                               | österreichische Theaterschauspielerin                                                 | 93    |       |
| 18. November | Theo Meyer                                      | deutscher Schriftsteller                                                              | 75    |       |
| 18. November | Ellen Müller-Preis                              | österreichische Florettfechterin und Olympiasiegerin                                  | 95    |       |
| 19. November | Horst Bauer                                     | deutscher Verleger                                                                    | 84    |       |
| 19. November | André Bettencourt                               | französischer Politiker                                                               | 88    |       |
| 19. November | Martin Braungart                                | deutscher Motorsport-Techniker und Manager                                            | 66    |       |
| 19. November | Wiera Gran                                      | polnische Sängerin                                                                    | 91    |       |
| 19. November | Michel Kervaire                                 | Schweizer Mathematiker                                                                | 80    |       |
| 19. November | Peter L’Huillier                                | Erzbischof von New York und New Jersey                                                | 80    |       |
| 19. November | Karin Lannby                                    | schwedische Schauspielerin                                                            | 91    |       |
| 19. November | Ken Leek                                        | walisischer Fußballspieler                                                            | 72    |       |
| 19. November | Jim Ringo                                       | US-amerikanischer American-Football-Spieler                                           | 75    |       |
| 19. November | Jasep Saschytsch                                | belarussischer Politiker und Offizier                                                 | 90    |       |
| 19. November | Rolf-Eberhard Streeck                           | deutscher Molekulargenetiker                                                          | 67    |       |
| 19. November | Magda Szabó                                     | ungarische Schriftstellerin                                                           | 90    |       |
| 20. November | Jack Bear                                       | US-amerikanischer Kostümbildner                                                       | 87    |       |
| 20. November | Walter De Bock                                  | belgischer Journalist                                                                 | 61    |       |
| 20. November | Nigel Bridge, Baron Bridge of Harwich           | britischer Jurist, Lordrichter                                                        | 90    |       |
| 20. November | Klaus Dittrich                                  | deutscher Informatiker                                                                | 56    |       |
| 20. November | Heinz-Dieter Hackel                             | deutscher Politiker (FDP), MdB                                                        | 63    |       |
| 20. November | Klaus Milbradt                                  | deutscher Turner und DTB-Bundestrainer                                                | 67    |       |
| 20. November | Doc Paulin                                      | amerikanischer Jazzmusiker                                                            | 100   |       |
| 20. November | Eva Robert                                      | australische Badmintonspielerin                                                       |       |       |
| 20. November | Rudolf Sachsenweger                             | deutscher Augenarzt                                                                   | 91    |       |
| 20. November | Ian Smith                                       | rhodesischer Politiker, Premierminister von Rhodesien                                 | 88    |       |
| 20. November | Konrad Thurano                                  | deutscher Seiltänzer, ältester Seilartist der Welt                                    | 98    |       |
| 20. November | Germano Zaccheo                                 | italienischer Geistlicher, Bischof von Casale Monferrato                              | 73    |       |
| 21. November | Valda Aveling                                   | australische Cembalistin und Pianistin                                                | 87    |       |
| 21. November | Robert Etcheverry                               | französischer Schauspieler                                                            | 70    |       |
| 21. November | Fernando Fernán Gómez                           | spanischer Schauspieler und Regisseur                                                 | 86    |       |
| 21. November | Tom Johnson                                     | kanadischer Eishockeyspieler                                                          | 79    |       |
| 21. November | Dmytro Monakow                                  | ukrainischer Sportschütze                                                             | 44    |       |
| 21. November | Herbert Saffir                                  | US-amerikanischer Ingenieur                                                           | 90    |       |
| 21. November | Günther Herbert Tontsch                         | deutscher Rechtswissenschaftler                                                       | 64    |       |
| 22. November | Maurice Béjart                                  | französischer Choreograf und Leiter des Béjart-Ballets                                | 80    |       |
| 22. November | Barbara Czarnowieska                            | polnische Bloggerin                                                                   | 53    |       |
| 22. November | Esteve Dolsa                                    | andorranischer Sportschütze                                                           | 71    |       |
| 22. November | Vladas Douksas                                  | uruguayischer Fußballspieler und -trainer                                             | 74    |       |
| 22. November | Wend von Kalnein                                | deutscher Kunsthistoriker und Schriftsteller                                          | 93    |       |
| 22. November | Wladimir Dmitrijewitsch Kasanzew                | sowjetischer Hindernisläufer                                                          | 84    |       |
| 22. November | Hans Medernach                                  | deutscher Verleger                                                                    | 79    |       |
| 22. November | Andrew Ronald Mitchell                          | britischer Mathematiker                                                               | 86    |       |
| 22. November | Reg Park                                        | englischer Schauspieler                                                               | 79    |       |
| 22. November | Josef Pfammatter                                | deutscher römisch-katholischer Theologe, Exeget                                       | 81    |       |
| 22. November | Friedrich Rische                                | deutscher Politiker (KPD), MdB                                                        | 92    |       |
| 22. November | Gheorghe Roman                                  | rumänischer Basketballspieler, Trainer und Sportfunktionär                            |       |       |
| 22. November | Klaus Dieter Wolff                              | deutscher Jurist, Präsident der Universität Bayreuth                                  | 72    |       |
| 23. November | Jacques Béguin                                  | Schweizer Politiker (PPN, LPS)                                                        | 85    |       |
| 23. November | Peter Burgstaller                               | österreichischer Fußballspieler                                                       | 43    |       |
| 23. November | Patricia M. Byrne                               | US-amerikanische Diplomatin                                                           | 82    |       |
| 23. November | François Gourguillon                            | französischer Geistlicher, Weihbischof in Reims                                       | 79    |       |
| 23. November | Frank Guarrera                                  | US-amerikanischer Opernsänger (Bariton)                                               | 83    |       |
| 23. November | Wiktor Wladimirowitsch Iwanow                   | sowjetischer Boxer                                                                    | 51    |       |
| 23. November | Joe Kennedy                                     | US-amerikanischer Baseball-Pitcher                                                    | 28    |       |
| 23. November | Wladimir Alexandrowitsch Krjutschkow            | russischer Vorsitzender des KGB (1988–1991)                                           | 83    |       |
| 23. November | Inge Langen                                     | deutsche Schauspielerin                                                               | 83    |       |
| 23. November | Ichiji Ōtani                                    | japanischer Fußballspieler                                                            | 95    |       |
| 23. November | Ralph W. Rader                                  | US-amerikanischer Anglist                                                             | 77    |       |
| 23. November | Pat Walsh                                       | neuseeländischer Rugby-Union-Spieler                                                  | 71    |       |
| 24. November | Farid Babajew                                   | russischer Politiker                                                                  |       |       |
| 24. November | Casey Calvert                                   | US-amerikanischer Gitarrist                                                           | 26    |       |
| 24. November | Gerhard Gerigk                                  | deutscher Fahnenjunker-Unteroffizier und Bauunternehmer                               | 82    |       |
| 24. November | Antonio Lamer                                   | kanadischer Richter, Vorsitzender des Obersten Gerichtshofes                          | 74    |       |
| 24. November | Joseph Minish                                   | US-amerikanischer Politiker                                                           | 91    |       |
| 24. November | William A. O’Neill                              | US-amerikanischer Offizier und Politiker                                              | 77    |       |
| 24. November | Gustav Reiner                                   | deutscher Motorradrennfahrer                                                          | 54    |       |
| 24. November | David H. Shepard                                | US-amerikanischer Unternehmer                                                         | 84    |       |
| 25. November | Agnethe Davidsen                                | grönländische Politikerin der sozialdemokratischen Siumut                             | 60    |       |
| 25. November | Kevin DuBrow                                    | US-amerikanischer Rock- und Metal-Sänger                                              | 52    |       |
| 25. November | Karlhans Frank                                  | deutscher Schriftsteller und Regisseur                                                | 70    |       |
| 25. November | Dietmar Franke                                  | deutscher Politiker (CDU), MdL                                                        | 69    |       |
| 25. November | Ha Geun-chan                                    | südkoreanischer Schriftsteller                                                        | 76    |       |
| 25. November | Walter Koste                                    | deutscher Lehrer, Zoologe und Hydrobiologe                                            | 95    |       |
| 25. November | Peter Lipton                                    | US-amerikanischer Wissenschaftstheoretiker                                            | 53    |       |
| 25. November | Johann Pitzler                                  | österreichischer Politiker (SPÖ), Abgeordneter zum Salzburger Landtag                 | 78    |       |
| 25. November | Googie René                                     | US-amerikanischer Bluespianist                                                        | 80    |       |
| 26. November | Marit Allen                                     | britische Kostümbildnerin                                                             | 66    |       |
| 26. November | Manuel Badenes                                  | spanischer Fußballspieler                                                             | 78    |       |
| 26. November | Mário Gibson Alves Barboza                      | brasilianischer Diplomat und Außenminister                                            | 89    |       |
| 26. November | Stephane Dalschaert                             | belgischer Geiger                                                                     | 77    |       |
| 26. November | Peter H. Laurence                               | britischer Diplomat                                                                   | 84    |       |
| 26. November | Elaine Lorillard                                | US-amerikanische Gründerin des Newport Jazz Festival                                  | 93    |       |
| 26. November | Herb McKenley                                   | jamaikanischer Sprinter                                                               | 85    |       |
| 26. November | Pierre Miquel                                   | französischer Historiker und Autor                                                    | 77    |       |
| 27. November | Philip Allen, Baron Allen of Abbeydale          | britischer Staatsbediensteter und Peer                                                | 95    |       |
| 27. November | Larry Bland                                     | US-amerikanischer Historiker                                                          |       |       |
| 27. November | Robert Cade                                     | US-amerikanischer Physiologe                                                          | 80    |       |
| 27. November | Natalja Durowa                                  | sowjetische bzw. russische Artistin, Dompteurin und Schriftstellerin                  | 73    |       |
| 27. November | José Armando Guerra Menchero                    | kubanischer Botschafter                                                               | 65    |       |
| 27. November | Peter Milford-Hilferding                        | österreichischer Nationalökonom                                                       | 99    |       |
| 27. November | Nicodemus Kirima                                | kenianischer Geistlicher, römisch-katholischer Erzbischof von Nyeri                   | 71    |       |
| 27. November | Albrecht Knaus                                  | deutscher Verleger                                                                    | 94    |       |
| 27. November | Gottfried Köster                                | deutscher Pädagoge und Politiker (CDU), MdB                                           | 79    |       |
| 27. November | Hans Martin                                     | deutscher Komponist, Chorleiter und Organist                                          | 91    |       |
| 27. November | Günter Noris                                    | deutscher Bandleader, Pianist, Arrangeur und Komponist                                | 72    |       |
| 27. November | Cecil Payne                                     | US-amerikanischer Jazz-Baritonsaxophonist und Flötist                                 | 84    |       |
| 27. November | Jane Rule                                       | kanadische Autorin                                                                    | 76    |       |
| 27. November | Wilhelm Schneider                               | deutscher Politiker                                                                   | 81    |       |
| 27. November | Sean Taylor                                     | US-amerikanischer Footballspieler                                                     | 24    |       |
| 27. November | Susan Williams-Ellis                            | US-amerikanische Designerin (Portmeirion Pottery)                                     | 89    |       |
| 27. November | Bill Willis                                     | US-amerikanischer Jurist und American-Football-Spieler und -Trainer                   | 86    |       |
| 28. November | Jeanne Bates                                    | US-amerikanische Schauspielerin                                                       | 89    |       |
| 28. November | Elly Beinhorn                                   | deutsche Fliegerin                                                                    | 100   |       |
| 28. November | Frédéric Chichin                                | französischer Progressive-Rock-Musiker und Singer-Songwriter                          | 53    |       |
| 28. November | Horst Embacher                                  | deutscher Politiker (SPD), erster Bürgermeister von Norderstedt                       | 89    |       |
| 28. November | Heinz Finke                                     | deutscher Fotograf                                                                    | 92    |       |
| 28. November | Mali Finn                                       | US-amerikanische Casting-Agentin                                                      | 69    |       |
| 28. November | Josef Frühwirth                                 | österreichischer Politiker (ÖVP)                                                      | 78    |       |
| 28. November | Anthony John Holland                            | britischer Drehbuchautor                                                              | 67    |       |
| 28. November | Alexandre Kafka                                 | brasilianischer Ökonom                                                                | 90    |       |
| 28. November | Petter C. G. Sundt                              | norwegischer Reeder                                                                   | 62    |       |
| 28. November | Günther Ullerich                                | deutscher Hockeyspieler                                                               | 79    |       |
| 28. November | Gudrun Wagner                                   | deutsche Mitorganisatorin der Richard-Wagner-Festspiele in Bayreuth                   | 63    |       |
| 29. November | Cora Aa                                         | niederländische Malerin                                                               | 93    |       |
| 29. November | Günter Apel                                     | deutscher Gewerkschafter und Politiker (SPD)                                          | 80    |       |
| 29. November | Welikton Barannikow                             | sowjetischer Boxer                                                                    | 69    |       |
| 29. November | Henry Hyde                                      | US-amerikanischer Politiker                                                           | 83    |       |
| 29. November | Andrzej Kern                                    | polnischer Rechtsanwalt und christlich-nationaler Politiker                           | 70    |       |
| 29. November | Claude Le Sauteur                               | kanadischer Maler                                                                     | 81    |       |
| 29. November | Erna Roder                                      | deutsche Malerin                                                                      | 91    |       |
| 29. November | David Slepian                                   | US-amerikanischer Mathematiker                                                        | 84    |       |
| 29. November | Roger Smith                                     | US-amerikanischer CEO von General Motors                                              | 82    |       |
| 29. November | J. Richard Steffy                               | US-amerikanischer nautischer Archäologe                                               | 83    |       |
| 29. November | Roland Weida                                    | deutscher Fußballspieler                                                              | 63    |       |
| 30. November | John Lloyd Ackrill                              | englischer Philosophiehistoriker                                                      | 85    |       |
| 30. November | Engin Arık                                      | türkische Kernphysikerin                                                              | 59    |       |
| 30. November | Seymour Benzer                                  | US-amerikanischer Physiker und Biologe                                                | 86    |       |
| 30. November | Angelo Conterno                                 | italienischer Radrennfahrer                                                           | 82    |       |
| 30. November | Ralph Ezell                                     | US-amerikanischer Bassist                                                             | 54    |       |
| 30. November | Evel Knievel                                    | US-amerikanischer Motorradstuntman                                                    | 69    |       |
| 30. November | Richard Leigh                                   | US-amerikanischer Autor                                                               | 64    |       |
| 30. November | François-Xavier Ortoli                          | französischer Politiker und Geschäftsmann, Präsident der Europäischen Kommission      | 82    |       |
| 30. November | John Strugnell                                  | britischer Orientalist und Experte für die Schriftrollen vom Toten Meer               | 77    |       |
| 30. November | Rüdiger Wagner                                  | deutscher Schriftsteller, Dichter, Lehrbuchautor und Lehrer                           | 68    |       |